# Vojenská hudba Olomouc

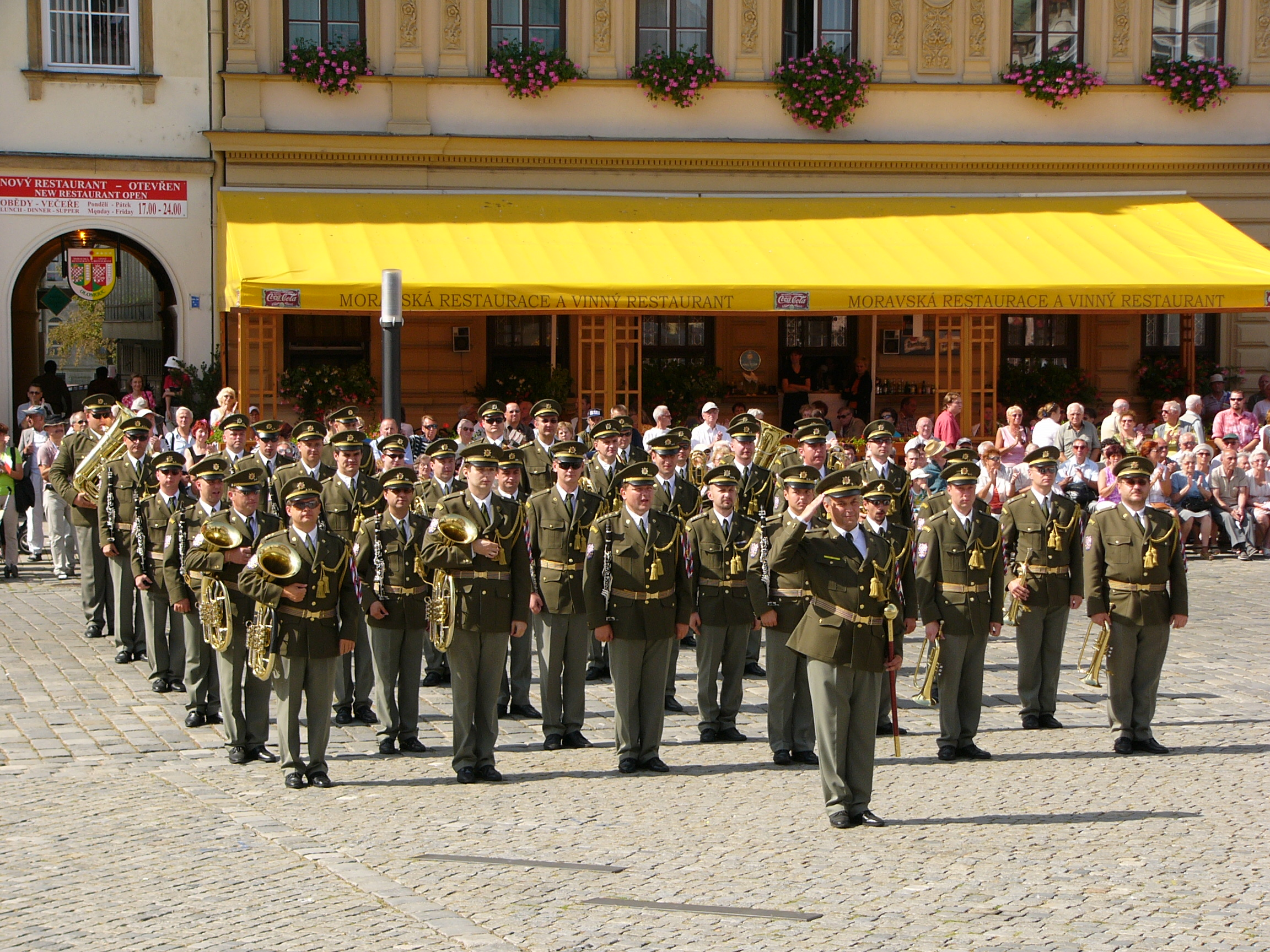
Posádková hudba Olomouc (2005)

Vojenská hudba Olomouc, dříve Posádková hudba Olomouc, je dechový orchestr, podřízený veliteli posádky Praha.

## Základní informace
Úkolem Vojenské hudby Olomouc je v první řadě účinkování pro Armádu České republiky, ale také vystupování pro veřejnost. V současnosti má čtyřicet členů, kteří jsou profesionálními hudebníky. Hlavním dirigentem je major Richard Czuczor. Dalšími dirigenty jsou kapitán Martin Procházka a kapitán Ivo Zugárek.

## Historie
Už za 1. světové války byla v Olomouci hudba 54. pěšího pluku. V době 2. světové války u nás existovaly pouze tzv. praporní hudby vládního vojska, ale žádná z nich nepůsobila v Olomouci.

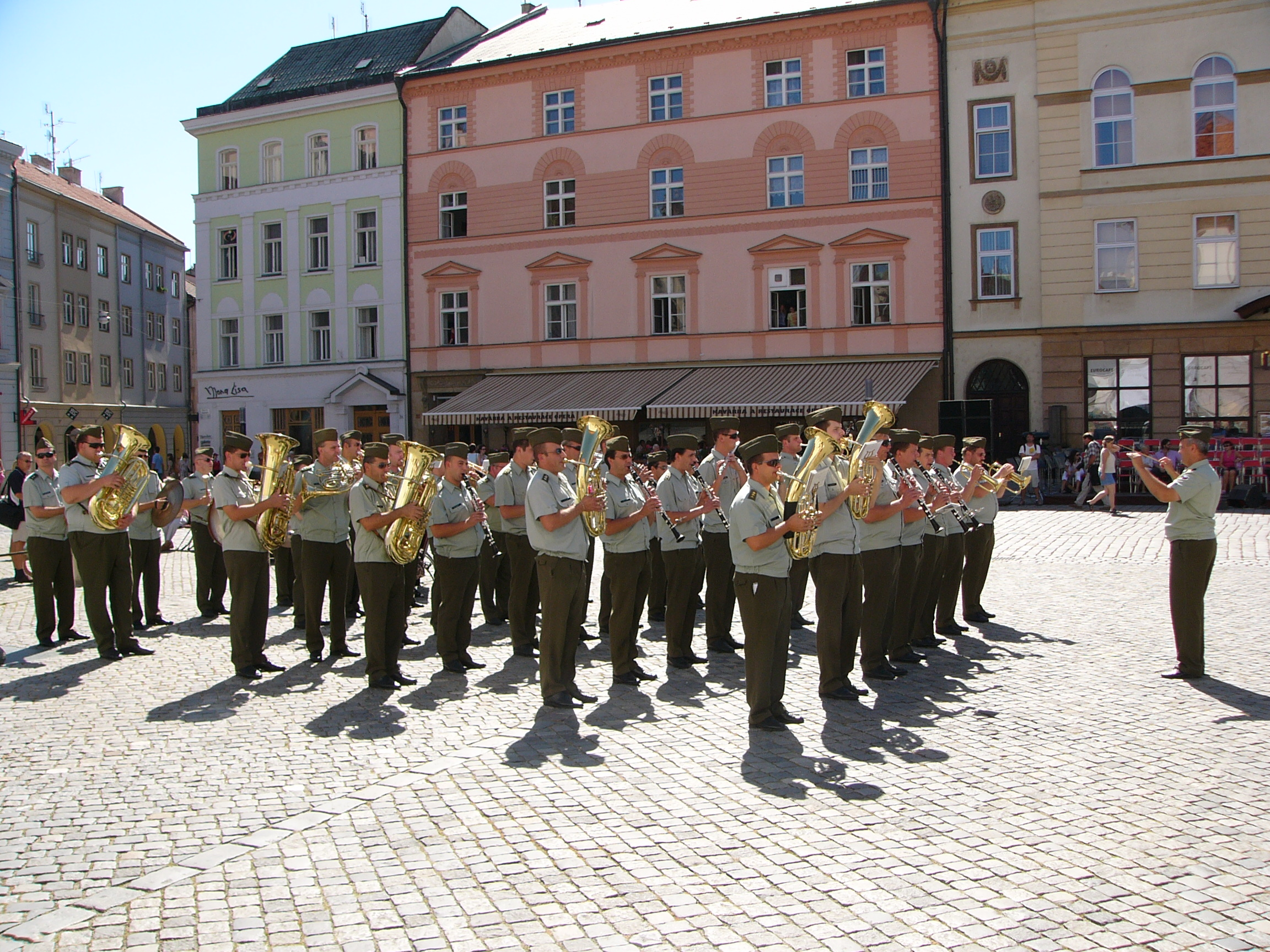
Posádková hudba Olomouc (2005)

Vojenská hudba byla v Olomouci obnovena až po osvobození republiky v roce 1945. Kapelníkem byl Antonín Dražil a dirigentem Karel Mikuláštík. Hned v roce 1945 začala hudba spolupracovat s Moravskou filharmonií. Společně s ní nastudovala různé skladby z oblasti vážné hudby, jako je Smetanova „Má vlast“, Čajkovského „1812“, Janáčkova „Sinfonietta“, „Requiem“ H. Berlioze, Sukova symfonie „Asrael“ apod.
K podstatné změně došlo v roce 1953. Hudba byla rozdělena a část hudebníků odešla do Šumperka. V Olomouci byla vytvořena tzv. plukovní hudba, která měla 19 členů. Hudba účinkovala na různých vojenských akcích, ale většinu času trávila ve vojenském výcvikovém prostoru Smilov (Libavá).
Prakticky po celou dobu existence hudby bylo náplní činnosti vystupování na vojenských přehlídkách, oslavách a pietních akcích, na výchovných a promenádních koncertech, na festivalech a přehlídkách, na různých zahajovacích a otevíracích akcích a na slavnostech. Podstatnou složkou činnosti byla také spolupráce s rozhlasem.
Po reorganizaci Armády ČR byla řada armádních hudebních těles bez náhrady zrušena. Vojenská hudba Olomouc je jedním z mála, které zůstalo a působí dodnes. Vojenská hudba Olomouc postupně obohatila klasický repertoár pro dechové orchestry různými populárními melodiemi (např. melodie z filmů Tenkrát na Západě, Titanic, Mission: Imposible) a dává také příležitost vážné, popř. duchovní hudbě. Kromě mnoha jiných akcí se pravidelně účastní např. populárních Oslav maršála Radeckého v Olomouci.

## Významné osoby
Ve vojenské hudbě v Olomouci mimo výše jmenovaných působili také např.: Rudolf Blažek, Josef Gedenk, Josef Potužník, Josef Háša, Emanuel Kaláb, Robert Šálek, Adolf Hamerský, Jindřich Zbožínek, Karel Pitra, Otto Vymětal, Vladimír Peter.

## Repertoár

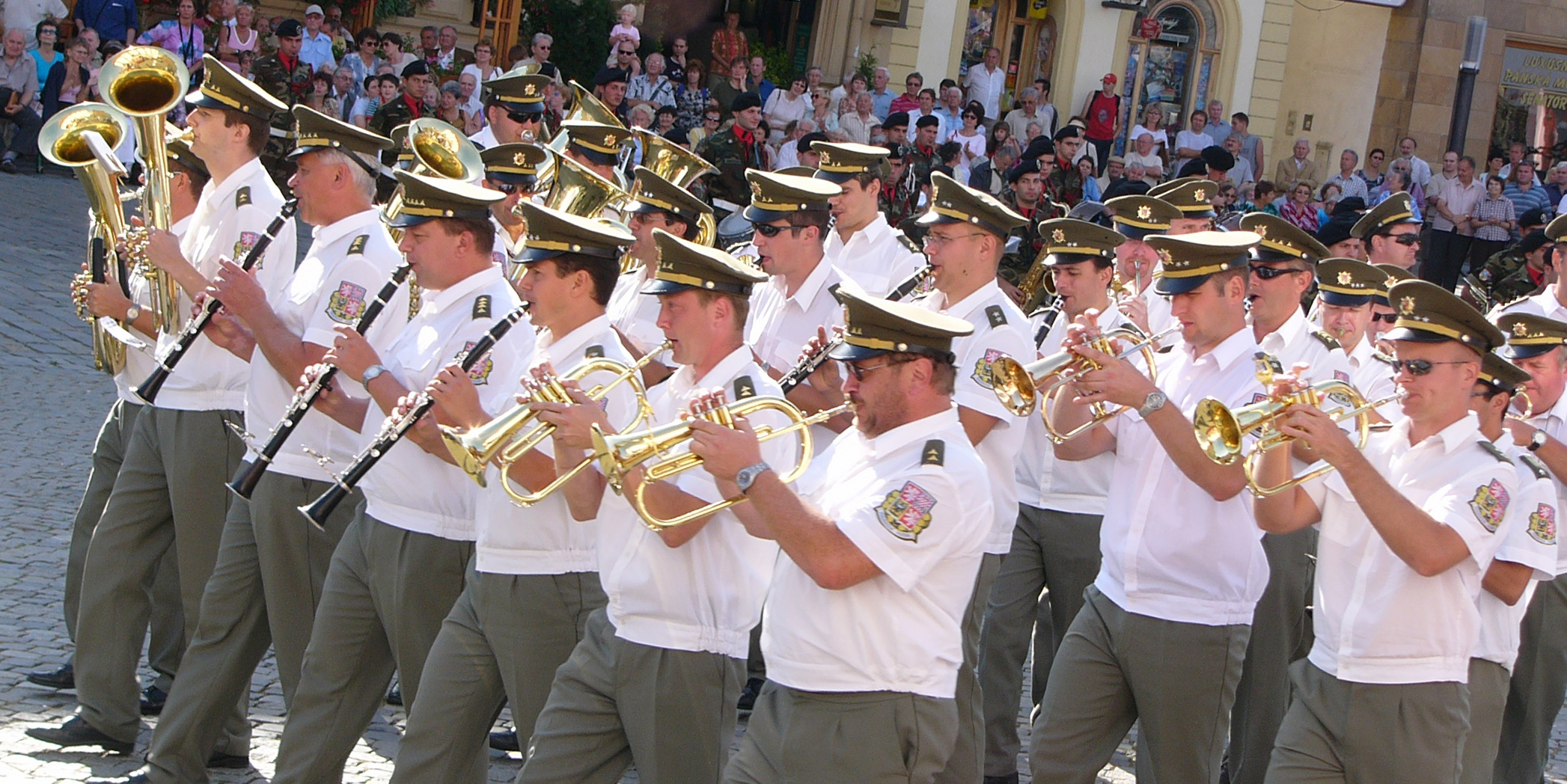
Posádková hudba Olomouc (2005)

Výběr z repertoáru z poválečných let: J. Fadrhons – Pochod samopalníků, I. Černěckij – Pochod tankistů, B. Smetana – Ze studentského života, A. Chačaturjan – Gopak, A. Dvořák – Slovanské tance, J. Kaliba – Dále směle vpřed (pochod).
Výběr z populárního repertoáru 60. a 70. let: J. Offenbach – Orfeus v podsvětí, G. Verdi – Nabucco (předehra), E. Bernstein – Sedm statečných, J. Šlitr – Babetta, M. Bötcher – Vinnetou, G. Rossini – Lazebník sevillský, A. Aust – vzpomínky na Karla Hašlera, J. Fučík – Starý bručoun (pro fagot), R. Friml – Indiánská píseň lásky, J. Strauss – Cikánský baron (předehra), J. Vejvoda – Škoda lásky, A. Dvořák – Humoreska.
Výběr z aktuálního repertoáru: J. Fučík – Florentinský pochod, A. Dvořák – Polonéza, G. Bizet – Carmen (předehra), E. Zámečník – Synkopy vpřed, P. Staněk – Legenda, Z. Bittmar – Mexický tanec, J. Williams – Star Wars, H. James – Trumpet blues, G. Moroder – Flash dance, K. Vacek – Směs polek a valčíků.